# Campionato Gaúcho 2022
Il Campionato Gaúcho 2022 (ufficialmente Gauchão Ipiranga 2022 per ragioni di sponsorizzazione) è stata la 102ª edizione del Campionato Gaúcho.

## Stagione

### Novità
Al termine della stagione 2021, sono retrocesse in Segunda Divisão Esportivo e Pelotas. Dalla seconda divisione, invece, sono state promosse União Frederiquense e Guarany de Bagé.

### Formato
Le dodici squadre si affrontano dapprima in una prima fase, composta da un girone unico. Le prime quattro classificate di tale girone, accederanno alla fase finale che decreterà la vincitrice del campionato. Le ultime due classificate, retrocedono in Segunda Divisão.

## Squadre partecipanti
| Squadra             | Allenatore             |
| ------------------- | ---------------------- |
| Aimoré              | Rafael Lacerda         |
| Brasil de Pelotas   | Jerson Testoni         |
| Caxias              | Rogério Zimermann      |
| União Frederiquense | Daniel Franco          |
| Grêmio              | Roger Machado          |
| Guarany de Bagé     | Cristian Souza         |
| Internacional       | Alexander Medina       |
| Juventude           | Eduardo Baptista       |
| Novo Hamburgo       | Gelson Conte           |
| São José-RS         | Paulo Baier            |
| São Luiz            | Paulo Henrique Marques |
| Ypiranga-RS         | Luizinho Vieira        |

## Risultati

### Prima fase
|  | Pos. | Squadra             | Pt | G  | V | N | P | GF | GS | DR  |
|  | ---- | ------------------- | -- | -- | - | - | - | -- | -- | --- |
|  | 1.   | Ypiranga-RS         | 21 | 11 | 6 | 3 | 2 | 17 | 8  | +9  |
|  | 2.   | Grêmio              | 21 | 11 | 6 | 3 | 2 | 18 | 10 | +8  |
|  | 3.   | Internacional       | 19 | 11 | 5 | 4 | 2 | 13 | 10 | +3  |
|  | 4.   | Brasil de Pelotas   | 16 | 11 | 3 | 7 | 1 | 12 | 11 | +1  |
|  | 5.   | Caxias              | 15 | 11 | 4 | 3 | 4 | 15 | 9  | +6  |
|  | 6.   | São José-RS         | 15 | 11 | 4 | 3 | 4 | 10 | 10 | 0   |
|  | 7.   | Novo Hamburgo       | 15 | 11 | 3 | 6 | 2 | 11 | 10 | +1  |
|  | 8.   | Aimoré              | 14 | 11 | 4 | 2 | 5 | 9  | 11 | –2  |
|  | 9.   | São Luiz            | 13 | 11 | 3 | 4 | 4 | 6  | 12 | –6  |
|  | 10.  | Juventude           | 11 | 11 | 2 | 5 | 4 | 9  | 9  | 0   |
|  | 11.  | União Frederiquense | 9  | 11 | 2 | 3 | 6 | 8  | 16 | –8  |
|  | 12.  | Guarany de Bagé     | 6  | 11 | 1 | 3 | 7 | 7  | 19 | –12 |

#### Risultati
|                     | AIM  | BRA  | CAX  | GRE  | GUA  | INT  | JUV  | NHA  | SJO  | SLU  | UNI  | YPI  |
| ------------------- | ---- | ---- | ---- | ---- | ---- | ---- | ---- | ---- | ---- | ---- | ---- | ---- |
| Aimoré              | –––– | 0–0  | 0–2  | 1–2  | –––– | –––– | 1-1  | –––– | –––– | 1–0  | 2–0  | –––– |
| Brasil de Pelotas   | –––– | –––– | –––– | 1-1  | 4–1  | –––– | 1–0  | 1-1  | 1–0  | –––– | –––– | 1-1  |
| Caxias              | –––– | 4–0  | –––– | –––– | –––– | 0–1  | –––– | 3–1  | 1-1  | –––– | 3–0  | –––– |
| Grêmio              | –––– | –––– | 2–1  | –––– | 2–0  | –––– | 1–1  | –––– | 2–1  | 4–0  | –––– | 2–0  |
| Guarany de Bagé     | 0–1  | –––– | 1–1  | –––– | –––– | 1–1  | –––– | –––– | –––– | 2–2  | 1–0  | –––– |
| Internacional       | 1–0  | 1–1  | –––– | 1–0  | –––– | –––– | –––– | 1–1  | –––– | –––– | 2–0  | –––– |
| Juventude           | –––– | –––– | 0–0  | –––– | 2–0  | 1–2  | –––– | 1–1  | 2–0  | –––– | –––– | 0–0  |
| Novo Hamburgo       | 2–1  | –––– | –––– | 1–1  | 2–0  | –––– | –––– | –––– | –––– | 0–0  | –––– | 1–0  |
| São José-RS         | 0–2  | –––– | –––– | –––– | 1–0  | 3–2  | –––– | 1–0  | –––– | –––– | –––– | 0–0  |
| São Luiz            | –––– | 1–1  | 1–0  | –––– | –––– | 0–0  | 1–0  | –––– | 0–3  | –––– | 1–0  | –––– |
| União Frederiquense | –––– | 1–1  | –––– | 3–1  | –––– | –––– | 2–1  | 1–1  | 0–0  | –––– | –––– | –––– |
| Ypiranga-RS         | 3–0  | –––– | 2–0  | –––– | 3–1  | 3–1  | –––– | –––– | –––– | 2–1  | 3–1  | –––– |

### Fase Finale
|  | Semifinali | Semifinali        | Semifinali | Semifinali | Semifinali |  |  | Finale | Finale      | Finale | Finale | Finale |  |
|  |            |                   |            |            |            |  |  |        |             |        |        |        |  |
|  | 4          | Brasil de Pelotas | 1          | 0          | 1          |  |  |        |             |        |        |        |  |
|  | 1          | Ypiranga-RS       | 1          | 3          | 4          |  |  | 1      | Ypiranga-RS | 0      | 1      | 1      |  |
|  | 3          | Internacional     | 0          | 1          | 1          |  |  | 2      | Grêmio      | 1      | 2      | 3      |  |
|  | 2          | Grêmio            | 3          | 0          | 3          |  |  |        |             |        |        |        |  |